# اسما بنت ابی‌بکر
اسما بنت ابی‌بکر (به عربی: أسماء بنت أبي بكر) صحابه محمد پیامبر اسلام است. او به عنوان یکی از برجسته‌ترین شخصیت‌های اسلامی شناخته می‌شود، او در طول هجرت محمد از مکه تا مدینه به او کمک کرد.
نقل شده وی هجدهمین شخصی بود که دین اسلام را پذیرفت. او به همسری زبیر بن عوام درآمد و دو پسر به نام‌های عبدالله و عروه برای او به دنیا اورد. و در سال ۷۳ پس از هجرت (۷۳ قمری) اندکی پس از درگذشت پسرش عبدالله بن زبیر، در سن ۱۰۴ سالگی درگذشت.

## زندگی خانوادگی
او دختر ابوبکر و قتیله بنت عبدالعزی بود. پدر و مادرش قبل از این‌که محمد شروع به تبلیغ اسلام در مکه کند، از هم جدا شدند. او خواهر تنی عبدالله بن ابی‌بکر بود. خواهران ناتنی او عایشه بنت ابی‌بکر و ام کلثوم بنت ابی‌بکر و برادران ناتنی او عبدالرحمن بن ابی‌بکر و محمد بن ابی‌بکر بودند. او همچنین یک برادر ناتنی از طرف مادری به نام طفیل بن الحارث ازدی داشت.
مورخان ابن کثیر و ابن عساکر روایتی را نقل می‌کنند که اسما ده سال از عایشه بزرگتر بود؛ اما به گفته ذهبی، اختلاف سنی سیزده تا پانزده سال بود.